# العديدة (طرطوس)
العديدة قرية سورية تقع على بعد حوالي 7 كيلومتر شمال شرق مدينة صافيتا، في محافظة طرطوس التي يربطها بها طريق معبد. كما وتبعد ذات المسافة عن ناحية مشتى الحلو. يبلغ عدد سكانها حوالي 1400 نسمة تتكون من أربع حارات و فيها كنيسة كبيرة كنيسة سيدة البشارة.